# Calvaire des Récollets
Le calvaire des Récollets de Romans-sur-Isère (Drôme) est une fidèle réplique des quatorze stations du chemin de Croix suivi par le Christ à Jérusalem, aboutissant au calvaire et à une reconstitution du Saint-Sépulcre.
C'est un cimetière romantique classé Monument historique depuis 1986.

## Historique
Le chemin de Croix et le calvaire des Récollets furent conçus en 1516 par un riche et pieux marchand de Romans-sur-Isère, Romanet Boffin, afin de suppléer le voyage à Jérusalem rendu dangereux par les Turcs. La topographie de la ville rappelant étrangement celle de la Ville Sainte, selon deux franciscains revenant de Palestine, Boffin, après s'être lui-même rendu à Jérusalem, décida d'édifier dans la ville 14 stations aboutissant à un calvaire situé hors les murs.
Celui-ci fut construit sur un terrain situé sur une éminence à un quart de lieue de la ville, près d'un petit ermitage. L'archevêque de Vienne qui en avait la propriété lui céda ses droits. La première pierre fut posée le 15 mars 1517. Ce calvaire fut confié aux franciscains et une chapelle (actuelle église Sainte-Croix) et un couvent furent construits.
Le calvaire devient rapidement un lieu de piété renommé, comme en témoigne la lettre écrite le 13 août 1525 par Louise de Savoie aux officiers de la chambre des comptes de Grenoble, leur demandant de faire distribuer aux frères douze charretées de bois de la forêt de Banier. Les habitants de Romans attribuent au lieu des vertus miraculeuses : ainsi, un barral de vin apporté par un artisan aux ouvriers construisant l'édifice ne cessa point de couler jusqu'à la fin de l'ouvrage – « Cela dure comme la barral du Mont-Calvaire » est demeuré pendant plusieurs siècles un proverbe populaire dans le Romanais.
Le calvaire était le but traditionnel de la procession annuelle du dimanche des Rameaux, durant laquelle le chapitre collégial portait le corps de saint Barnard
Saccagé en 1562 lors des guerres de Religion, il fut restauré et confié à des récollets. La Révolution française fit du calvaire un cimetière, jusqu'en 1812. Le monastère, quant à lui, fut acheté par des chartreux chassés de leurs cellules, mais ceux-ci le confirent bientôt à la ville qui en fit un établissement public.
Restauré en 1820, le chemin de Croix compta alors 21 stations en ville et 19 dans l'enclos du calvaire. De riches chapelles funéraires furent également construites par de riches Romanais. Mais le calvaire fut abandonné à la fin du XIXe siècle.
Il faut attendre 1967 pour que l'Association des Amis du Calvaire entreprennent les premières campagnes de débroussaillage. 
Le calvaire et les stations font l’objet d’un classement au titre des monuments historiques depuis le 24 juillet 1986.

## Annexe